# 巴尤
巴尤（法語：Baillou，法語發音：[baju]）是法国卢瓦-谢尔省的一个市镇，属于旺多姆区。

## 地理
巴尤（47°58'5"N, 0°50'32"E）面积19.85 平方千米，位于法国中央-卢瓦尔河谷大区卢瓦-谢尔省，该省份为法国中北部省份，北起厄尔-卢瓦省，东北接卢瓦雷省，东南接谢尔省，南至安德尔省，西南接安德尔-卢瓦尔省，西北接萨尔特省。
与巴尤接壤的市镇（或旧市镇、城区）包括：瓦莱讷、舒村、科尔默农、蒙杜布洛、布赖河畔萨尔热、拉艾、库埃特龙欧佩什。

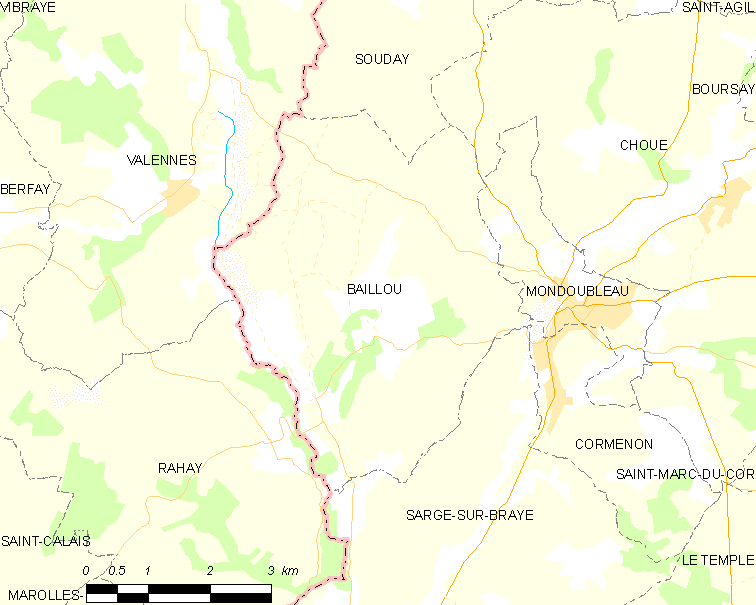
巴尤的OSM定位图

巴尤的时区为UTC+01:00、UTC+02:00（夏令时）。

## 行政
巴尤的邮政编码为41170，INSEE市镇编码为41012。

## 政治
巴尤所属的省级选区为佩尔什县。

## 人口

1962-2008年间巴尤人口变化图示

巴尤于2022年1月1日时的人口数量为205人。